# Bruges-Capbis-Mifaget
Bruges-Capbis-Mifaget (okzitanisch Brutges, Capbís e Mieihaget) ist eine französische Gemeinde mit 850 Einwohnern (Stand 1. Januar 2022) im Département Pyrénées-Atlantiques in der Region Nouvelle-Aquitaine. Die Gemeinde gehört zum Arrondissement Pau und zum Kanton Ouzom, Gave et Rives du Neez (bis 2015: Kanton Nay-Ouest).
Die Einwohner werden Brugeois und Brugeoises genannt.

## Geographie
Bruges-Capbis-Mifaget liegt ca. 36 km südlich von Pau in der historischen Provinz Béarn im östlichen Teil des Départements.
Umgeben wird der Ort von den Nachbargemeinden:
|              | Haut-de-Bosdarros                           | Arros-de-Nay   |
| Lys          | Kompassrose, die auf Nachbargemeinden zeigt | Asson          |
| Louvie-Juzon |                                             | Arthez-d’Asson |

Bruges-Capbis-Mifaget liegt im Einzugsgebiet des Flusses Adour.
Der Luz, ein Nebenfluss des Gave de Pau, durchquert das Gemeindegebiet im nördlichen Teil.
Der Béez, ein weiterer Nebenfluss des Gave de Pau, durchquert das Gemeindegebiet im südlichen bis zentralen Teil mit seinen Zuflüssen
- Toupiette und ihrem Zufluss
  - Ruisseau de Hourticot,
- Ruisseau de Cousi,
- Ruisseau de Picas,
- Ruisseau Lestarrès,
- Ruisseau de Trubés und seinem Zufluss
  - Ruisseau de Marlies,
- Landistou und seinen Zuflüssen
  - Ruisseau de Bonnasserre und
  - Ruisseau de Lazerau,
- Ruisseau de Herran und seinem Zufluss
  - Ruisseau de Pareil,
- Ruisseau de Hourquet.

Das südliche Gebiet der Gemeinde wird vom Ruisseau de Thouet, einem Nebenfluss des Ouzom, durchströmt.

## Geschichte
Am 1. Januar 1973 hat sich die ehemalige Gemeinde Bruges mit den früheren Gemeinden Capbis und Mifaget zur neuen Gemeinde Bruges-Capbis-Mifaget zusammengeschlossen.

### Bruges
Die Bastide von Bruges ist im Jahr 1357 von Gaston III., genannt Fébus, Graf von Foix und Vicomte von Béarn, gegründet worden. Gaston wollte mit diesem Schritt möglicherweise seine Stellung im Béarn festigen, indem er die bis jetzt autonomen Siedlungen an sich band und um eine Verteidigungslinie gegenüber der benachbarten historischen Provinz Bigorre zu vervollständigen. Die Gründung von Bruges beschließt die Periode der Gründungen von Bastides im Béarn. Der Namensgebung entstammt wahrscheinlich der flämischen Stadt Brügge (französisch Bruges), die Gaston im Herbst 1357 besuchte, bevor er zum Deutschordensstaat weiterzog, um diesen bei einer Preußenfahrt zu unterstützen.
1360 wurde die Gemeinde in den Akten der Gemeinde als Brutges genannt. In der Volkszählung des Béarn von 1385 wurden in Brudges insgesamt 52 Haushalte (mit drei Haushalte in Capbis) gezählt und vermerkt, dass das die Gemeinde in der Bailliage von Nay liegt.
In der ersten Hälfte des 16. Jahrhunderts werden die Kirche und ihr Glockenturm gebaut. 1583 wurden 203 Häuser im Gemeinderegister aufgeführt. Im Dritten Hugenottenkrieg wurde die Kirche 1569 von protestantischen Truppen in Brand gesteckt. Der Glockenturm, das Eingangsportal und das Weihwasserbecken überstanden die Zerstörung. Im Jahre 1600 wurde die katholische Konfession wieder eingeführt und die Kirche wiederhergestellt. 1675 wurden bereits 254 Häuser gezählt, darunter zwei Häuser von Cagots, einer Personengruppe, die vom 13. bis weit ins 19. Jahrhundert hinein in Spanien und Frankreich diskriminiert und weitgehend vom gesellschaftlichen Leben ausgeschlossen waren. Das Zimmermannshandwerk, wie in diesem Fall, war ihnen allerdings erlaubt.
1774 riss ein Hochwasser des Landistou und eines ihm zufließenden Baches alle Brücken weg. In der zweiten Hälfte des 18. Jahrhunderts erfuhr die Region einen Aufschwung durch die Herstellung von Rase, einem groben braunen Wollstoff aus vor Ort produzierter Wolle und Lein. 1782 wurden 262 Häuser in Bruges gezählt. Zwei Choleraepidemien in der Region in den Jahren 1834 und 1855 forderten 200 Opfer in Bruges. Ende des 19. Jahrhunderts entwickelte sich die handwerkliche Herstellung von Sandalen. Sie wurde in der Folge in drei Fabriken und Heimarbeit industrialisiert und erreichte einen Höhepunkt in den 1920er Jahren. In den 1960er Jahren endete ein langsamer Niedergang der Produktion von Sandalen und wurde teilweise durch den Aufbau einer Leichtmetallindustrie ersetzt.

### Capbis
Am 6. April 1127 gründete Gaston IV., genannt der Kreuzfahrer, Vicomte von Béarn, das Kloster Sauvelade zwischen Orthez und Navarrenx. Eine der von diesem Kloster abhängigen Grangien wurde an einem Ort eingesetzt, der nach dem Fluss Cap deü Béez (deutsch Kopf des Béez) genannt wurde, laut Pierre de Marcas Buch Histoire de Béarn im gleichen Jahrhundert auch als Cabbis bekannt. Das 133 Hektar große Grundstück wurde bei der Gründung der Gemeinde Asson entnommen. 1235 erschien die Grangie als Grangia Capbisii in Manuskripten. Bei der Volkszählung 1385 wurden in L’espitau de Capbiis drei Haushalte gezählt, was darauf schließen lässt, dass in dieser Siedlung inzwischen eine Pilgerherberge für Pilger auf dem Jakobsweg eingerichtet worden war.
Während der Reformation in den Jahren 1569 und 1599 wurde die Grangie Capbiis beschlagnahmt und verkauft. Jacques de Boyer, Kommendatarabt von Sauvelade und Domherr der Kathedrale Saint-Étienne in Toulouse, beschloss 1651, auf der Grangie zu residieren, um diese aufzuwerten und die ungestörte Nutzung der Ländereien durch die Nachbargemeinden seit der Reformation zu unterbinden. Diese ließen sich dies allerdings nicht lange gefallen und Jacques Boyer wurde am 25. Oktober 1663 von 16 bezahlten Mördern getötet.

### Mifaget
Paul Raymond, Archivar und Historiker des 19. Jahrhunderts, notierte die Erwähnung von Mifaget als Medium-Faget im Jahre 1100 in Urkunden. 1131 gründete Gaston IV., genannt der Kreuzfahrer, Vicomte von Béarn, die Komturei von Mieyhaget unter der Ägide der Augustiner der Abtei Santa Cristina von Somport in Spanien. Sie wurde mit einer Pilgerherberge zur Aufnahme von Pilgern auf dem Jakobsweg nach Santiago de Compostela.
Weitere Toponyme waren in der Folge Faied (12. Jahrhundert, Kopialbuch von Lescar), Medius-Fagetus (1257, Manuskript-Sammlung von André Duchesne), Mieyfaget (1287, Verträge vom Notar Barrère), l’espitau de Mieyfayet (1385, Volkszählung im Béarn: 3 Haushalte), Myfaget (1538), Mieyhaget (Reformation von Béarn), Saint-Michel de Mieyhaget (1678, Eingliederung der Pfarrgemeinde in das Bistum Oloron).
Während der Reformation in den Jahren 1560 bis 1599 wurden die Ländereien der Komturei zwischenzeitlich in einen Gutshof umgewandelt, der an die Barone von Coarraze ging. Auf der Karte von Cassini 1750 ist Mifaget als Mihaget eingezeichnet. Die Barnabiten von Lescar verliehen den Einwohnern von Mifaget am 15. März 1752 eine Autonomie und eine Verwaltungsregelung. Die rund 30 Familien konnten das Land der ehemaligen Komturei kaufen. Während der Französischen Revolution 1793 wird die Gemeinde noch als Mi Faget geführt, während des Französischen Konsulats acht Jahre später als Mifaget.

### Einwohnerentwicklung
Nach einem vorläufigen Höchststand der Einwohnerzahl in der ersten Hälfte des 19. Jahrhunderts mit über 1800 Einwohnern reduzierte sich die Zahl auf unter 1500 bis zum Ersten Weltkrieg. Anschließend setzte ein erheblicher Rückgang um rund 50 % bis zu den 1960er Jahren ein. Die Größe der Bevölkerung bewegt sich seitdem in einem stabilen Bereich zwischen 800 und 950.
| Jahr      | 1962 | 1968 | 1975 | 1982 | 1990 | 1999 | 2006 | 2009 | 2022 |
| --------- | ---- | ---- | ---- | ---- | ---- | ---- | ---- | ---- | ---- |
| Einwohner | 779  | 722  | 850  | 827  | 833  | 915  | 874  | 922  | 850  |

## Sehenswürdigkeiten

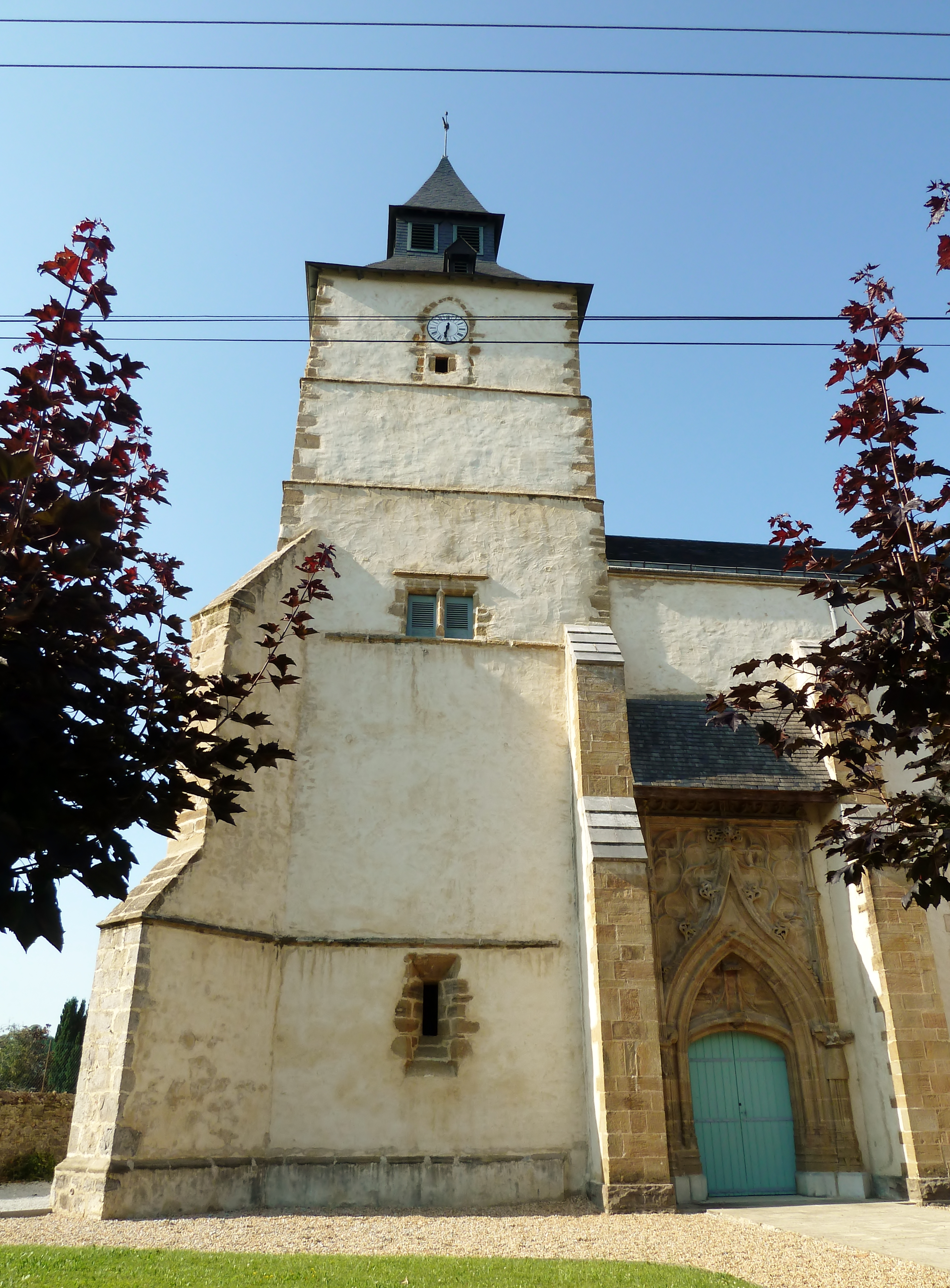
Pfarrkirche Saint-Martin

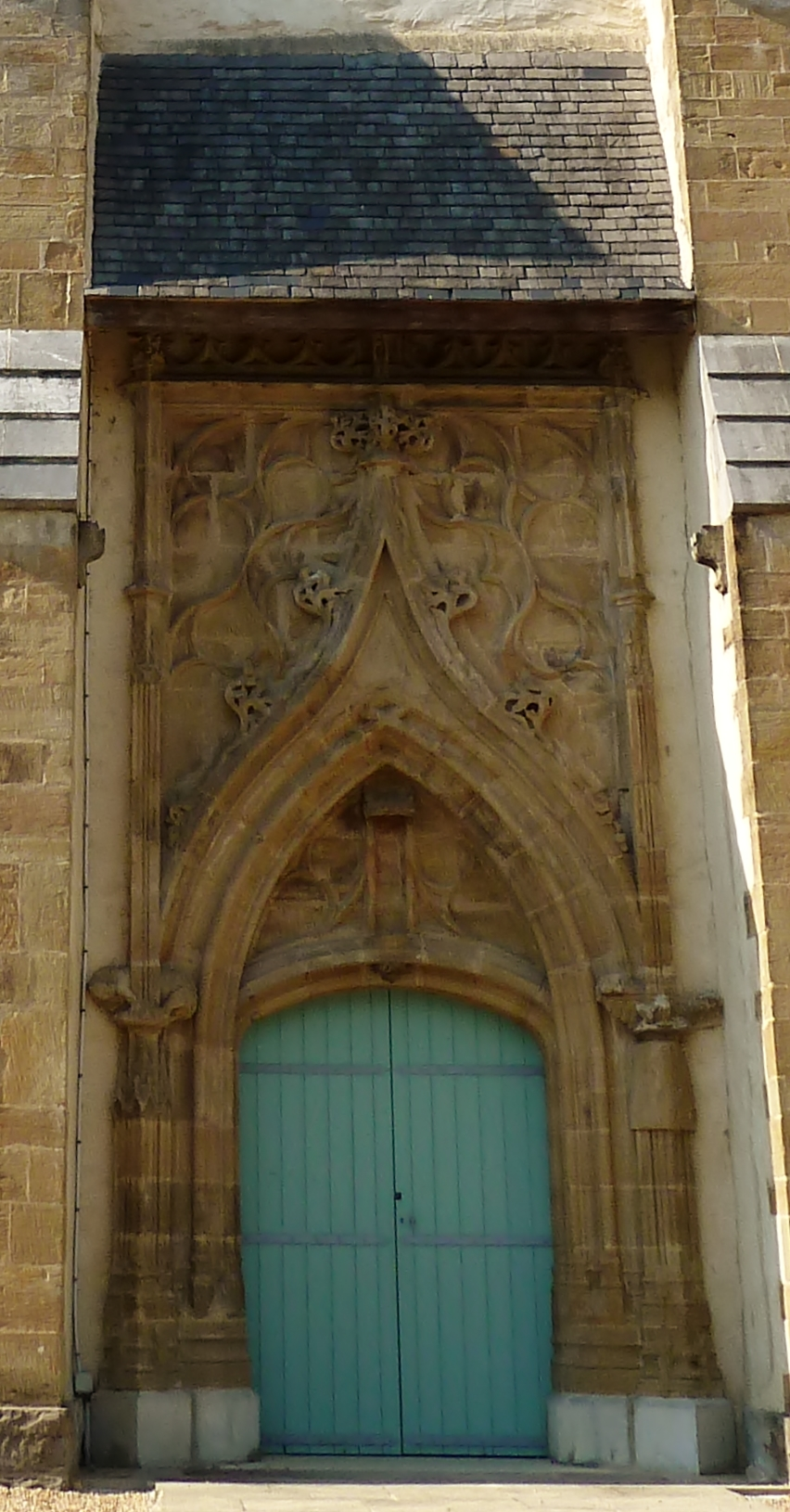
Eingang zur Pfarrkirche

- Pfarrkirche von Bruges-Capbis-Mifaget, gewidmet Martin von Tours. Manche Historiker datieren die ursprüngliche Kirche auf die erste Hälfte des 16. Jahrhunderts und den Wiederaufbau um 1600 nach der Zerstörung durch protestantische Truppen. Es gilt als gesichert, dass der Glockenturm, das Eingangsportal und das Weihwasserbecken im gotischen Stil aus dieser Epoche stammt. Zwischen 1902 und 1904 fand ein umfangreicher Umbau statt. Die Apsis und die beiden Seitenkapellen wurden errichtet, das Langhaus verlängert, die Wände erhöht, das Kreuzrippengewölbe geschaffen, die Wandöffnungen reguliert, die Strebewerke instand gesetzt und die Innenausstattung verbessert. Die Glasfenster sind Werke der Glasmalerei Mauméjean aus dem Jahre 1904. Zwei Gemälde, aus der Neuzeit datiert, zeigen den Schutzpatron bei der Spende seines Mantels und die Erziehung Mariä durch ihre Mutter, der heiligen Anna.[12]

- Kapelle in Mifaget, gewidmet dem Erzengel Michael. Die Errichtung der Kirche im Jahre 1128 wird Gaston IV. zugeschrieben. Sie gehörte bis zum Ende des Mittelalters zur Pilgerherberge der Abtei Santa Cristina von Somport. Sie besitzt eine Apsis mit Kapitellen der Form eines Triumphbogens und eine Krypta, die einzige im Béarn. Im 13. Jahrhundert erbaut, profitiert sie vom natürlichen Licht aus kleinen Maueröffnungen der Apsis. Sie misst 5 m im Durchmesser bei 3 m Höhe und ist dem heiligen Plouradou gewidmet, dem die Gabe der Heilung weinerlicher Kinder zugesprochen wird. Das doppelte Kapitell unter dem Altar der Krypta zeigt eine geflügelte Figur, den Schutzpatron der Kirche oder den heiligen Plouradou darstellend. Im Laufe der Jahrhunderte versammelten sich die Familien und übergaben als Votivgabe Kleidungen ihrer Kinder. Um die Wirkung zu entfalten, mussten die Kinder das Kapitell berühren, was die Beschädigung der Nase der Skulptur erklärt. Der Eingang der Kirche im Süden ist geschmückt mit einer Archivolte mit Cheruben mit ausdrucksstarken Lächeln und ausgebreiteten Flügeln. Sein Tympanon ist mit einem Christusmonogramm verziert. Gegen 1890 wurde die Kirche umgebaut und mit einem Glockenturm sowie einer Taufkapelle ergänzt.[13][14]

- Kapelle Notre-Dame in Capbis. Die ursprüngliche Kirche ist im Jahre 1127 bei der Gründung der einstigen Gemeinde errichtet worden. Von 1768 bis 1768 ist ein vollständiger Neubau erfolgt. Um 1870 wurde das Langhaus vergrößert, um 1889 das südliche Seitenschiff und die achteckige Sakristei als Verlängerung der Apsis angebaut.[15]

- Schloss von Saléza. Albert Saléza, geboren in Bruges, kehrte in seinen Heimatort zurück und baute ein Schloss, das seinen Namen trägt. Es befindet sich auf einem Hügel südlich von Bruges mit einem Panoramablick auf die Pyrenäen. Es wurde zwischen 1880 und 1890 im historischen Stil an der Stelle eines traditionellen Bearner Hauses gebaut. Hinter dem Haus wurden zwei Türme errichtet, ein größerer im Nordwesten mit Schießscharten und ein kleinerer im Südwesten mit einem Schieferdach.[16]

## Wirtschaft und Infrastruktur

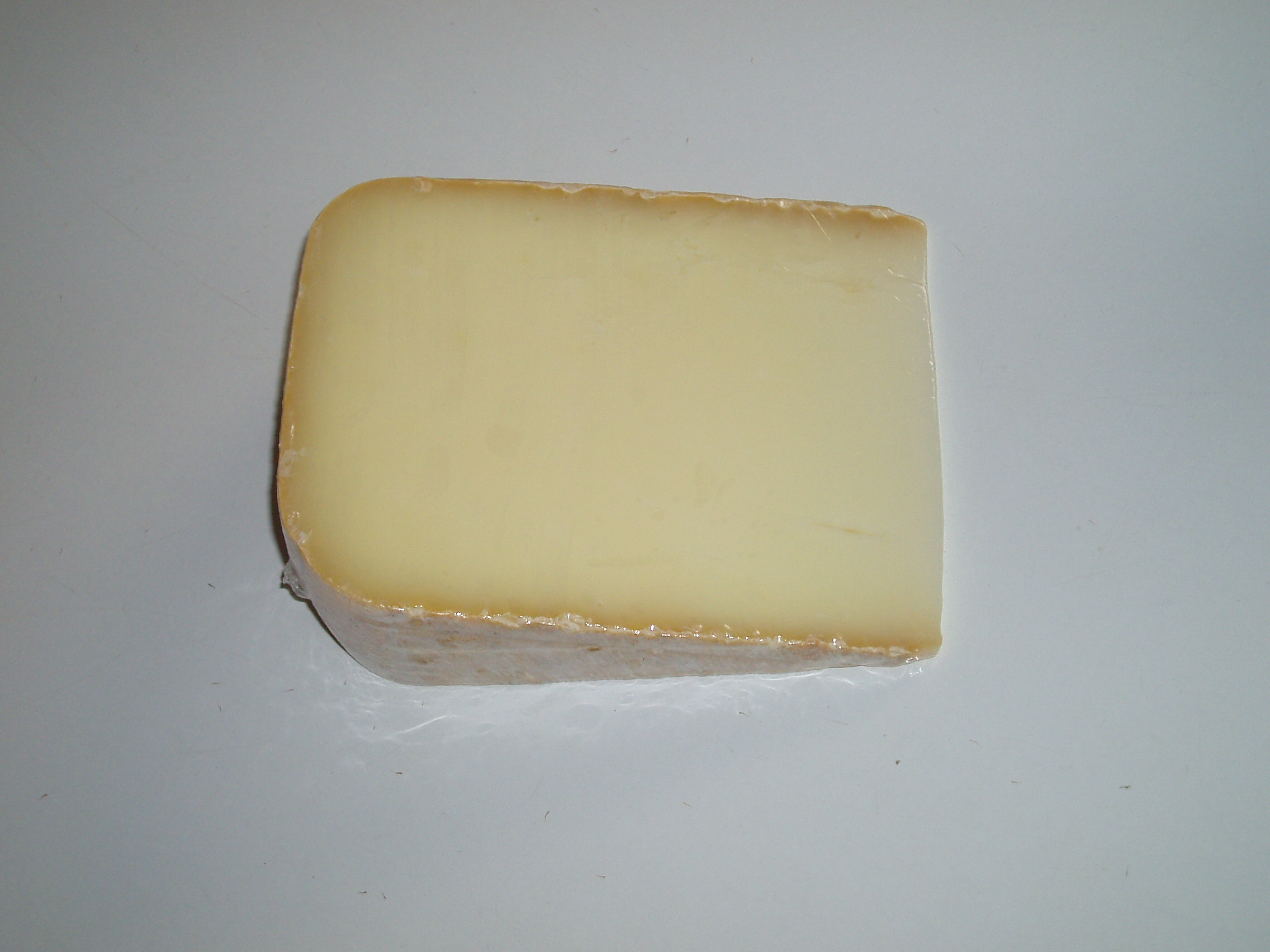
Ossau-Iraty

Die Landwirtschaft wird in erster Linie bestimmt von der Rinder- und Schafzucht zur Erzeugung von Milch, Käse und Fleisch. Der Maisanbau dient hierbei zur Produktion von Viehfutter. Einige Landwirte praktizieren den traditionellen Viehauftrieb im Sommer. Die gute Wasserqualität des Béez erlaubt die Zucht von Forellen. Ein Zulieferer der Luftfahrt- und Automobilindustrie ist der Gemeinde geblieben. Der Dienstleistungssektor und ein sich entwickelnder Tourismus sind die wichtigsten Wirtschaftsfaktoren der Gemeinde.
Bruges-Capbis-Mifaget liegt in der Zone AOC des Ossau-Iraty, eines traditionell hergestellten Schnittkäses aus Schafmilch.

### Bildung
Bruges-Capbis-Mifaget verfügt über eine öffentliche Vorschule mit 22 Kindern im Schuljahr 2016/2017 und eine öffentliche Grundschule mit 43 Kindern.

### Sport
Der Fernwanderweg GR 78 von Carcassonne nach Saint-Jean-Pied-de-Port führt durch die Gemeinde. Er folgt einem Nebenweg des Jakobswegs nach Santiago de Compostela.

### Verkehr
Die Gemeinde wird durchquert von den Routes départementales 35, 232, 287 und 335.

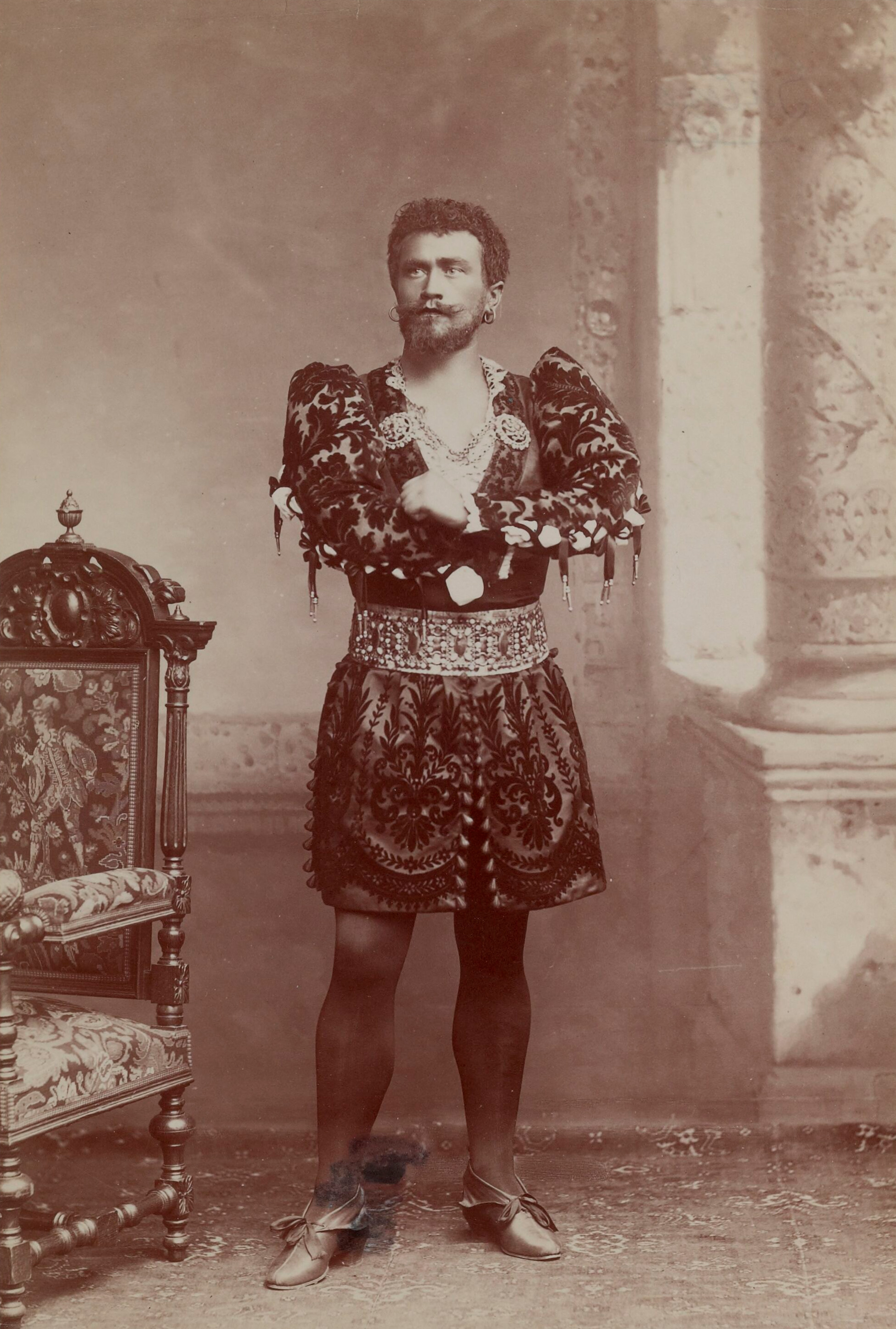
Albert Saléza in einer Rolle als Othello

## Persönlichkeiten
- Albert Saléza, geboren am 18. Oktober 1867 in Bruges, gestorben am 26. November 1916 in Paris, war Opernsänger mit Auftritten als Tenor in Paris, Nizza, Brüssel, Monte-Carlo, London, Chicago und in der Met.[22][23]

- Jean-Baptiste Laborde (1878–1963), war Pfarrer in Bruges von 1912 bis 1940, Bearner Historiker und Mitglied der Ehrenlegion.[24]

- Jean-Marie Soutou, geboren am 18. September 1912 in Bruges, gestorben am 10. September 2003 in Paris, war Teilnehmer der Résistance im Zweiten Weltkrieg, später Diplomat und Politiker, 1978 bis 1983 Präsident des französischen Roten Kreuzes, Mitglied der Ehrenlegion und Träger des Großkreuzes des Ordre national du Mérite.[25]

- Henri Guérin, geboren am 30. Juli 1929 in Bruges, gestorben am 24. Oktober 2009 in Toulouse, war Künstler, insbesondere auf dem Gebiet der Glasmalerei.[26]